# مامت فؤاد
مامت فؤاد (بالتركية: Memet Fuat)‏ ولد الكاتب والناشر والناقد ومدرب الكرة الطائرة مامت فؤاد (مامت فؤاد بانجو) في 16 فبراير عام 1926 في أران كوي إسطنبول وتوفي في 16 ديسمبر 2002 في إسطنبول.
هو رجل الأدب الذي عُرف بأعماله في النقد الأدبي ورجل الرياضة الذي عُرف بمساهماته في رياضة الكرة الطائرة، في عام 1960 أسس داياينفي، وأصدر مجلة أدبية تسمي المجلة الجديدة، تولي تدريب فريق الكرة الطائرة (التين يورت) للناشئين، وكتب أعمال في حق ناظم حكمت وأعماله، فهو ربيب ناظم حكمت وهو الشخص الذي أحدث ضجة في العالم بقصيدته (مامت فؤاد).

## حياته
ولد في 16 فبراير عام 1926 في إسطنبول ، والده هو الناقض الفني وداد عرفي (بانجو) ، ووالدته هي بيرايا هانم، قبل مولده ذهب والده للخارج في المرة الأولي وكان عمره خمس سنوات ، عاش مع والديه بالإضافة إلي والدة الشاعر التركي الشهير ناظم حكمت ، بعد طلاق والديه عام 1932 تزوجت ناظم حكمت عام 1935 ، وفي عام 1938 تم القبض علي ناظم حكمت وحكم عليه بالسجن 15 عاما، أكمل مامت فؤاد بعد ذلك حياته مع جده محمد علي باشا في كوشكون.
درس مامت فؤاد في أرانكوي في المرحلة الابتدائية وفي مدرسة كادكوي في المرحلة المتوسطة وروبرت وحيدر باشا في المرحلة الثانوية، وفي عام 1946 قُيد فيجامعة اسطنبول كلية الأداب قسم اللغة الإنجليزية.
عُرف في المجال الأدبي باسم مامت فؤاد بسبب توجيه وتأثير ناظم حكمت ، تم نشر كتابه الأول (تونا بالطجي اوغلو) في عام 1946 م، وكان النصف الأول من لا الكتاب مسمي باليرقة والعشق، وأخذت حكايات مامت فؤاد مكانا كبيرا في النصف الثاني من الكتاب، وفي عام 1950 ظهرت مجلة اسمها الكتب في العالم وفي مملكتنا، ونشر الكتاب الثاني له في عام 1951 واسمه الذي عشناه، وفي نفس العام وقبل أن ينهي دراسته الجامعية توفي جده محمد علي باشا وتراجعت الحالة المادية للعائلة ، وبدأ مامت فؤاد بنشر اسمه مع المقالات التي تنشر في مجلة السبع تلال، وعندما أنهي دراسته الجامعية عمل كمساعد مدرس في مدارس إسطنبول.